# NGC 6184
NGC 6184 (другие обозначения — MCG 7-34-109, ZWG 224.70, KUG 1629+406B, PGC 58432) — спиральная галактика (Sb) в созвездии Геркулес.
Этот объект входит в число перечисленных в оригинальной редакции «Нового общего каталога».